# Roberts Stumbris
Roberts Stumbris (Saldus, 9 de julio de 1993) es un jugador de baloncesto letón, que pertenece a la plantilla del Club Baloncesto San Pablo Burgos de Primera FEB. Con 1,99 metros de altura, juega en la posiciones de Ala-pívot.

## Trayectoria
El jugador letón comenzó su carrera deportiva en el Liepājas lauvas de la primera división de Letonia en la temporada 2011-12, antes de incorporarse al Jūrmala, equipo en el que jugó desde 2012 a 2014.
En las siguientes temporadas forma parte del Rakvere Tarvas (Estonia), Jekabpils (Letonia), Nevezis (Lituania) y VEF Riga (Estonia).
El 25 de septiembre de 2020, se confirmó su fichaje por parte del KR Reykjavík.
Unas semanas después, se compromete con el HydroTruck Radom de Polonia.
En la temporada 2021-22, firma por el GTK Gliwice (Polonia). 
En la temporada 2022-23, el letón firma por el Trapani Shark, de la segunda división, y acabaría la temporada en el Pallacanestro Trieste, de la primera categoría italiana.
En la temporada 2023-24, Stumbris formó parte de la plantilla del Heroes Den Bosch (Bélgica), con el que promedió 13,5 puntos, 7,2 rebotes y 2,4 asistencias, en la liga belga, y 14,7 puntos, 7 rebotes y 2,7 asistencias, en la FIBA Europe Cup. 
El 7 de septiembre de 2024, firma por el Club Baloncesto San Pablo Burgos de la Primera FEB.